# Amphoe Akat Amnuai
Amphoe Akat Amnuai (Thai: อำเภอ อากาศอำนวย) ist ein Landkreis (Amphoe – Verwaltungs-Distrikt) der Provinz Sakon Nakhon. Die Provinz Sakon Nakhon liegt in der Nordostregion von Thailand, dem so genannten Isan.

## Geographie
Benachbarte Distrikte (von Norden im Uhrzeigersinn): Amphoe Seka in der Provinz Bueng Kan, die Amphoe Na Thom, Si Songkhram und Na Wa in der Provinz Nakhon Phanom sowie die Amphoe Phanna Nikhom, Wanon Niwat und Kham Ta Kla in der Provinz Sakon Nakhon.

## Geschichte
Akat Amnuai wurde am 15. Mai 1963 zunächst als „Zweigkreis“ (King Amphoe) gegründet, indem die vier Tambon Akat, Wa Yai, Phon Phaeng und Phon Ngam vom Amphoe Wanon Niwat abgetrennt wurden.
Am 27. Juli 1965 wurde Akat Amnuai zum Amphoe heraufgestuft.

## Verwaltungseinheiten

### Provinzverwaltung
Der Landkreis Akat Amnuai ist in acht Tambon („Unterbezirke“ oder „Gemeinden“) eingeteilt, die sich weiter in 94 Muban („Dörfer“) unterteilen.
| Nr. | Name               | Thai      | Muban | Einw.  |
| --- | ------------------ | --------- | ----- | ------ |
| 1.  | Akat               | อากาศ     | 19    | 16.762 |
| 2.  | Phon Phaeng        | โพนแพง    | 12    | 09.363 |
| 3.  | Wa Yai             | วาใหญ่     | 14    | 09.211 |
| 4.  | Phon Ngam          | โพนงาม    | 13    | 08.467 |
| 5.  | Tha Kon            | ท่าก้อน     | 08    | 05.776 |
| 6.  | Na Hi              | นาฮี       | 09    | 05.166 |
| 7.  | Ba Wa              | บะหว้า     | 09    | 06.541 |
| 8.  | Samakkhi Phatthana | สามัคคีพัฒนา | 10    | 08.799 |

### Lokalverwaltung
Es gibt sechs Kommunen mit „Kleinstadt“-Status (Thesaban Tambon) im Landkreis:
- Phon Phaeng (Thai: เทศบาลตำบลโพนแพง) besteht aus dem gesamten Tambon Phon Phaeng.
- Wa Yai (Thai: เทศบาลตำบลวาใหญ่) besteht aus dem gesamten Tambon Wa Yai.
- Tha Kon (Thai: เทศบาลตำบลท่าก้อน) besteht aus dem gesamten Tambon Tha Kon.
- Ba Wa (Thai: เทศบาลตำบลบะหว้า) besteht aus dem gesamten Tambon Ba Wa.
- Akat Amnuai (Thai: เทศบาลตำบลอากาศอำนวย) besteht aus Teilen des Tambon Akat.
- Samakkhi Phatthana (Thai: เทศบาลตำบลสามัคคีพัฒนา) besteht aus dem gesamten Tambon Samakkhi Phatthana.

Außerdem gibt es drei „Tambon-Verwaltungsorganisationen“ (องค์การบริหารส่วนตำบล – Tambon Administrative Organizations, TAO):
- Akat (Thai: องค์การบริหารส่วนตำบลอากาศ)
- Phon Ngam (Thai: องค์การบริหารส่วนตำบลโพนงาม)
- Na Hi (Thai: องค์การบริหารส่วนตำบลนาฮี)